# Sângeorz-Băi
Sângeorz-Băi es una ciudad de Rumania en el distrito de Bistrița-Năsăud.

## Geografía
Se encuentra a una altitud de 439 m s. n. m. a 471 km de la capital, Bucarest.

## Demografía
Según estimación 2012 contaba con una población de 11 369 habitantes.
| 1948 | 1956 | 1966  | 1977  | 1992   | 2002   | 2012   |
| s/d  | s/d  | 6 693 | 8 243 | 10 280 | 10 200 | 11 369 |